# Notruf California
Notruf California (Originaltitel Emergency!, später Emergency One) ist eine US-amerikanische Fernsehserie, die von 1972 bis 1977 vom Fernsehsender NBC erstausgestrahlt wurde. In sechs Staffeln wurden 123 Episoden produziert. Hinzu kamen sechs Fernsehfilme mit einer Laufzeit von je zwei Stunden, die von 1978 bis 1979 erstausgestrahlt wurden. Die Rechte an der Serie liegen heute bei den Erben ihres Produzenten Jack Webb. Die deutschsprachige Erstausstrahlung erfolgte ab Februar 1993 bei RTL.
Die Serie handelt vom täglichen Dienst von Paramedics (speziell ausgebildeten Sanitätern, in etwa vergleichbar mit deutschen Rettungsassistenten oder Notfallsanitätern, in ihren Kompetenzen aber teilweise weit darüber hinausgehend) und Feuerwehrleuten auf einer Feuerwache des Los Angeles County Fire Departments (LACoFD). In jeder Folge werden mehrere Notfälle wie Brände, Verkehrs- und Arbeitsunfälle usw. inszeniert und auch das Sozialleben der Beteiligten dargestellt, insbesondere der Paramedics Johnny Gage und Roy DeSoto. Die Darstellung kann verglichen mit anderen Produktionen als realistisch gelten.
Der moderne Rettungsdienst mit seiner umfassenden medizinischen Hilfe am Unfallort war zum Zeitpunkt der Entstehung der Serie eine relativ neue Entwicklung. Mit der Serie wurde auch das Interesse verfolgt, für dieses neue System Werbung zu machen und seine Einführung in weiteren Kommunen zu fördern.

## Handlung
Mittelpunkt der Serie ist die Feuerwache Station 51 des Los Angeles County Fire Department (LACoFD) und das Rampart General Hospital im Gebiet des L.A. County (nicht im Stadtgebiet/L.A. City). Die Hauptpersonen sind wie eingangs erwähnt die Firemen/Paramedics Roy DeSoto und John Gage. Die beiden besetzen das sogenannte Squad 51 (Einheit 51-2). Zu ihrer Schicht auf Station 51 gehören außerdem Captain Hank Stanley (ab der 2. Staffel; davor Captain Dick Hammer), Engineer Mike Stoker und die beiden Firemen Chet Kelley und Marco Lopez. Sie besetzen Engine 51 (Löschfahrzeug 51-1).
Zur Crew des Rampart General Hospital gehören Dr. Kelly Brackett, Oberschwester Dixie McCall, Dr. Joe Early sowie Dr. Mike Morton.
Mit Squad 51 werden Roy DeSoto und John Gage zu allen möglichen, teilweise auch skurrilen, Einsätzen gerufen: vom Finger, der in einem Kaugummiautomaten feststeckt, über Verkehrsunfälle, Herzinfarkte und anderen medizinischen Notfällen bis hin zum Flugzeugabsturz in den Bergen. Natürlich werden sie bei größeren Einsätzen von Engine 51 und weiteren Einheiten des LACoFD unterstützt.
Hauptaufgabengebiet von Roy und John sind das Retten und Versorgen verletzter Personen, während die eigentlichen Löscharbeiten von anderen Kollegen übernommen werden.
Ist ein Opfer aus einer Zwangslage gerettet, wird es von den Paramedics vor Ort transportfähig gemacht, sie werden dabei über Funk von den Ärzten des Rampart-Hospitals angeleitet. Danach erfolgt der Transport mittels Krankenwagen in die Notaufnahme, wo das Krankenhauspersonal die Behandlung fortführt.

## Feuerwache
Die Feuerwache 51 (Station 51) ist in Wirklichkeit die Wache 127 des LACoFD, welche heute noch im Dienst steht. Sie befindet sich in der 2049 East 223rd Street in Carson. Die Nummer 51 wurde verwendet, weil es in Wirklichkeit keine Station 51 mehr gab. Die echte Station 51 befand sich an der Kreuzung der Arlington und Atlantic Avenue in Lynwood. Seit 1998 gibt es wieder eine Feuerwache 51. Sie befindet sich auf dem Gelände der Universal Studios in Universal City und gehört zu Battalion 1.

## Schauspieler
Mike Stoker, welcher sich selbst spielte, war Fahrer von Engine 51. Im wahren Leben war der Schauspieler auch Feuerwehrmann bei der Fire Station 69 des LACoFD in Topanga Canyon, was auch der Hauptgrund ist, warum Stoker der am wenigsten zu sehende Feuerwehrmann ist. Neben den Dreharbeiten arbeitete er weiter und musste häufig zu Einsätzen ausrücken, weshalb er bei manchen Brandszenen in der Serie gänzlich fehlt. Captain Dick Hammer war ebenfalls in Wirklichkeit Captain beim LACoFD.

## Kurioses
Besonders auffällig war die sehr einseitige medizinische Versorgung am Unfallort. In den ersten Staffeln wurde so gut wie jedem Patienten eine Infusion mit Ringer-Lactat-Lösung verabreicht, später ersetzte die Glucoseinfusion diese. Allerdings war zu diesem Zeitpunkt (Anfang/Mitte 1970er Jahre) das Rettungssystem in Deutschland in der Regel sogar noch weniger weit entwickelt. Außerdem unterscheiden sich die Rettungssysteme in den USA stark vom damals in Deutschland gebräuchlichen Load-and-Go-Prinzip.
Das zweite Fahrzeug Löschfahrzeug 51 der Serie, ein 1974er Ward LaFrance, versah noch bis August 2008 seinen Einsatzdienst im Yosemite-Nationalpark und steht heute an der Seite seines Film-Vorgängers (1965er Crown Firecoach) und des Squad 51 im Museum des LACoFD. Während der Crown noch aus den Beständen des LACoFD stammte, wurde im Laufe der dritten Staffel der Serie im Produktionsjahr 1974 den Universal Studios der Ward LaFrance vom Hersteller zur Verfügung gestellt. Nach dem Ende der Serie 1979 verblieb das Fahrzeug dann im Besitz der Universal Studios und wurde ab 1987 schließlich als reguläres Einsatzfahrzeug im Yosemite-Nationalpark eingesetzt, zumal die Eigner der Universal Studios auch den Yosemite Concession Service betreiben.
Ein ziemlich unscheinbarer Fehler der deutschen Synchronfassung sind die nachträglich synchronisierten Motorgeräusche beim Ausfahren von Squad 51. Es ist deutlich der Schaltvorgang zu hören, während Jonny Gage sich in einer Folge darüber wundert, dass früher noch mit Schaltgetriebe gefahren wurde.
In der deutschen Synchronisation wird im Rampart Hospital häufig der Name Dr. Brinkmann ausgerufen, in Anlehnung an Dr. Brinkmann aus der Fernsehserie Die Schwarzwaldklinik.

## Auszeichnungen
Julie London wurde im Jahr 1974 für den Golden Globe Award nominiert.

## DVD-Veröffentlichung
Mit der 1. Staffel am 23. August 2005 begann in den USA die Veröffentlichung der Serie auf DVD. Die siebte und letzte Staffel erschien am 29. März 2011.
In deutscher Sprache sind die erste Staffel am 13. Februar 2009, die zweite Staffel am 3. Juli 2009, die dritte Staffel am 29. Oktober 2010 und die vierte Staffel am 27. Mai 2011 erschienen. Insgesamt 12 Folgen der fünften Staffel bis einschließlich Folge 91 mit dem Titel Das Traumhaus (ohne die Folgen 86 und 89, welche nicht im deutschen Fernsehen gelaufen sind) sind am 26. April 2013 auf DVD erschienen. Diese Folge war die letzte, welche in den 1990er Jahren für das deutsche Fernsehen synchronisiert wurde, für die weiteren Folgen liegt keine deutsche Tonspur vor.
Im Gegensatz zum amerikanischen Original-Filmmaterial wurden die Serienfolgen bei der deutschen TV-Ausstrahlung um fünf Minuten gekürzt und die herausgeschnittenen Passagen nicht synchronisiert. Für die DVD-Veröffentlichung wurde allerdings wieder auf das Original-Filmmaterial zurückgegriffen. Durch diesen Umstand werden in jeder Folge diejenigen Passagen, für die keine deutsche Synchronisation vorlag, in der amerikanischen Originalvertonung mit deutschem Untertitel wiedergegeben.
Im Dezember 2013 ist die DVD-Sammlung „Superbox“ erschienen, welche auf 25 Einzel-DVDs die ins Deutsche synchronisierten Folgen der Staffeln 1–5 inklusive eines Blaulichts enthält.